# Nowo seło (obwód Ruse)
Nowo seło (bułg. Ново село) – wieś w Bułgarii, w obwodzie Ruse, w gminie Ruse. Według danych szacunkowych Ujednoliconego Systemu Ewidencji Ludności oraz Usług Administracyjnych dla Ludności, 15 grudnia 2018 roku miejscowość liczyła 1209 mieszkańców.
W miejscowości znajduje się basen publiczny.